# Drake & Josh Go Hollywood
Drake & Josh Go Hollywood is een film uit 2006, met Drake Bell als Drake Parker en Josh Peck als Josh Nichols, gebaseerd op de Nickelodeonserie Drake & Josh. De première was op 6 januari 2006 in Amerika en was uitgegeven op dvd op 31 januari 2006.

## Verhaal
Megan (Miranda Cosgrove) gaat naar haar vriendin in Denver, maar pakt per ongeluk het vliegtuig naar Los Angeles. Met een creditcard van haar vader huurt ze een limo en rijdt naar het duurste hotel van de stad, waar ze in de presidentiële suite verblijft. Als Drake (Drake Bell) en Josh (Josh Peck) hierachter komen, vertrekken ze ook naar LA. In het vliegtuig ontmoet Josh een man met een GO-mp3-speler. Op deze speler staat informatie om valse bankbiljetten te maken. Als per ongeluk de GO's omwisselen, en uit het vliegtuig stappen, vraagt Josh aan de man waar het hotel is. Later komt de man erachter dat hij de verkeerde GO heeft. Als Drake en Josh aankomen in het hotel, vinden ze Megan. Josh ontmoet een producer voor Drake en regelt een optreden op TRL. Later komt de man met de verkeerde GO de suite binnen en probeert Drake en Josh te ontvoeren. Ze ontsnappen met de auto van Tony Hawk, waarna ze later alsnog gevangen worden genomen door valse FBI-mensen. Als ze worden opgesloten in een warenhuis waar vals geld wordt gemaakt, gaat Megan op zoek naar de twee jongens. Als ze binnendringt bij de loods, zet ze ventilators aan, waardoor al het valse geld door de lucht vliegt. Hierna komt de echte FBI binnen en arresteert de misdadigers. Drake en Josh schijnen te laat aan te komen bij het tv-optreden, maar ze mogen in de auto van Tony Hawk naar de studio van TRL rijden, met politie escort, waarna ze op tijd komen en een geweldig optreden neerzetten.

## Rolverdeling
| Acteur           | Personage    |
| ---------------- | ------------ |
| Drake Bell       | Drake Parker |
| Josh Peck        | Josh Nichols |
| Miranda Cosgrove | Megan Parker |

## Trivia
- In de film spelen Drake en Megan op een Sony PSP
- De video waarop Drake optreedt, was origineel gebruikt in een aflevering van Zoey 101.
- Op het vliegveld bekijkt Josh een parodie op CNN, Comedy Central News (CCN)

## Nielsen-beoordelingen
| Zender         | Datum           | Kijkers       |
| -------------- | --------------- | ------------- |
| Nickelodeon    | 6 januari 2006  | 13,42 miljoen |
| Nickelodeon UK | 13 oktober 2006 | 6,42 miljoen  |